# Nesticodes
Nesticodes é um gênero monotípico da família Theidiidae contendo apenas a aranha doméstica vermelha (Nesticodes rufipes, Lucas, 1846). Foi descrito pela primeira vez por Allan Frost Archer em 1950, e tem uma distribuição pantropical devido a viagens marítimas e aéreas.

## Descrição
A Nesticodes rufipes, única espécie do gênero, é uma pequena aranha de corpo vermelho, venenosa, mas não prejudicial aos humanos. Elas podem ser extremamente comuns dentro de casa, construindo teias em cantos escuros e embaixo de móveis. Eles foram observados atacando insetos como mosquitos, moscas, e formigas.